# 압력 센서

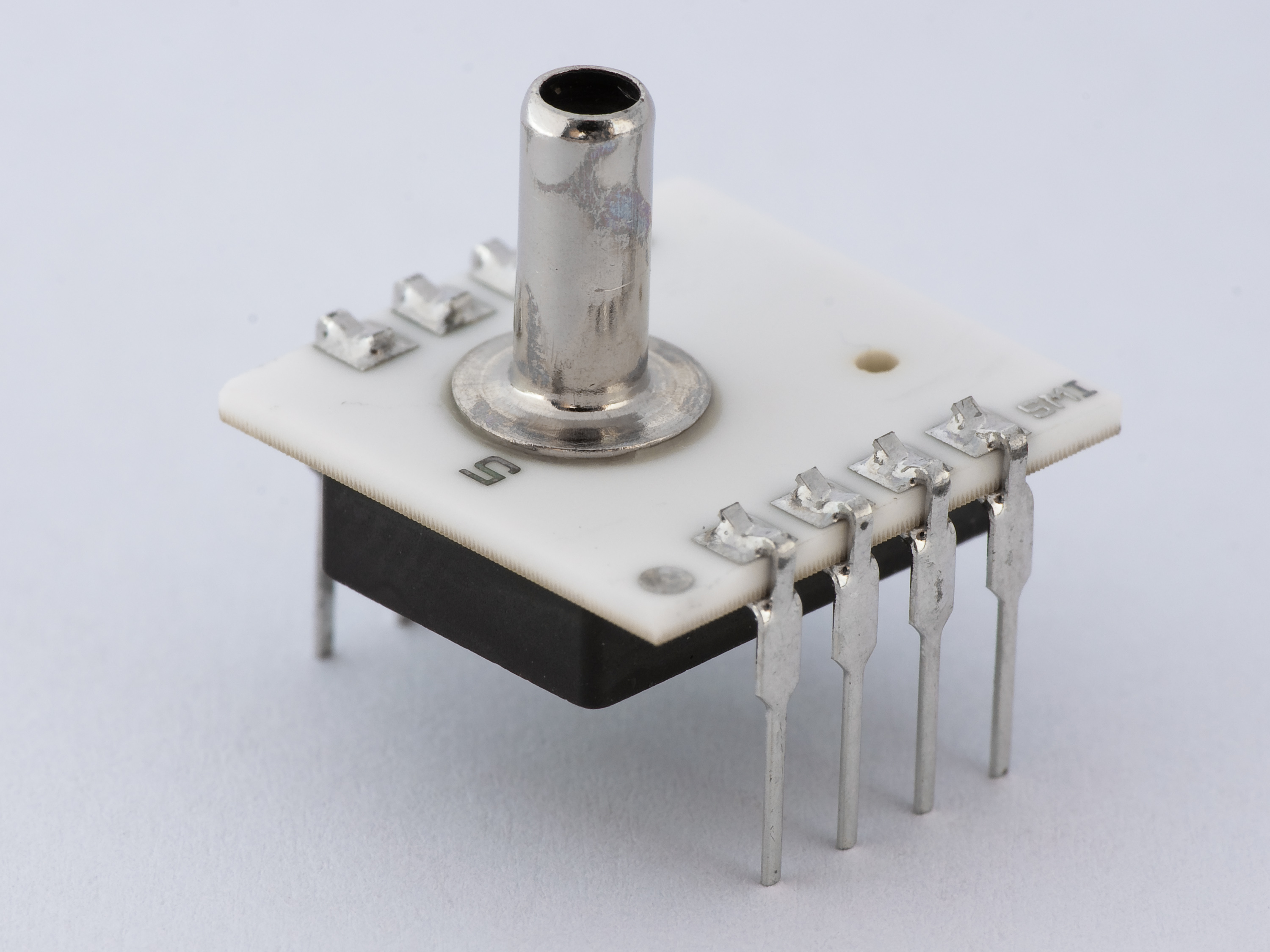
디지털 기압 센서

압력 센서(pressure sensor: 프레셔 센서), 압력검출기는 기체나 액체의 압력 측정을 위해 사용되는 장치이다. 압력은 유체가 확장하지 못하게 하는데 필요한 힘의 표현이며 보통은 면적 당 힘으로 언급된다. 압력 센서는 트랜스듀서(transducer)의 역할을 한다. 부과되는 압력의 함수로서 신호를 생성하며, 이러한 신호는 전기적이다.

## 같이 보기
- 고도계
- 바로미터
- 센서 목록
- 압력